# Melochia thymifolia
Melochia thymifolia là một loài thực vật có hoa trong họ Cẩm quỳ. Loài này được (C. Presl) Goldberg mô tả khoa học đầu tiên năm 1967.